# Nina Gopova
Nina Gopova (em russo:  Нина Юрьевна Гопова-Трофимова, Níjni Novgorod, Níjni Novgorod, 4 de abril de 1953) é uma ex-velocista russa na modalidade de canoagem.

## Carreira
Foi vencedora das medalhas de Ouro e Prata em K-2 500 m em Montreal 1976 e Moscovo 1980, respetivamente.